# Желехлінек
Желехлінек (пол. Żelechlinek) — село в Польщі, у гміні Желехлінек Томашовського повіту Лодзинського воєводства.
Населення — 549 осіб (2011).
У 1975-1998 роках село належало до Пйотрковського воєводства.

## Демографія
Демографічна структура станом на 31 березня 2011 року:
|          | Загалом | Допрацездатний вік | Працездатний вік | Постпрацездатний вік |
| -------- | ------- | ------------------ | ---------------- | -------------------- |
| Чоловіки | 270     | 65                 | 179              | 26                   |
| Жінки    | 279     | 56                 | 172              | 51                   |
| Разом    | 549     | 121                | 351              | 77                   |